# Grattacieli più alti di Seattle
Questa è una lista dei grattacieli più alti di Seattle ordinati per altezza.

Orizzonte di Seattle da Kerry Park sulla Queen Anne Hill, 2015

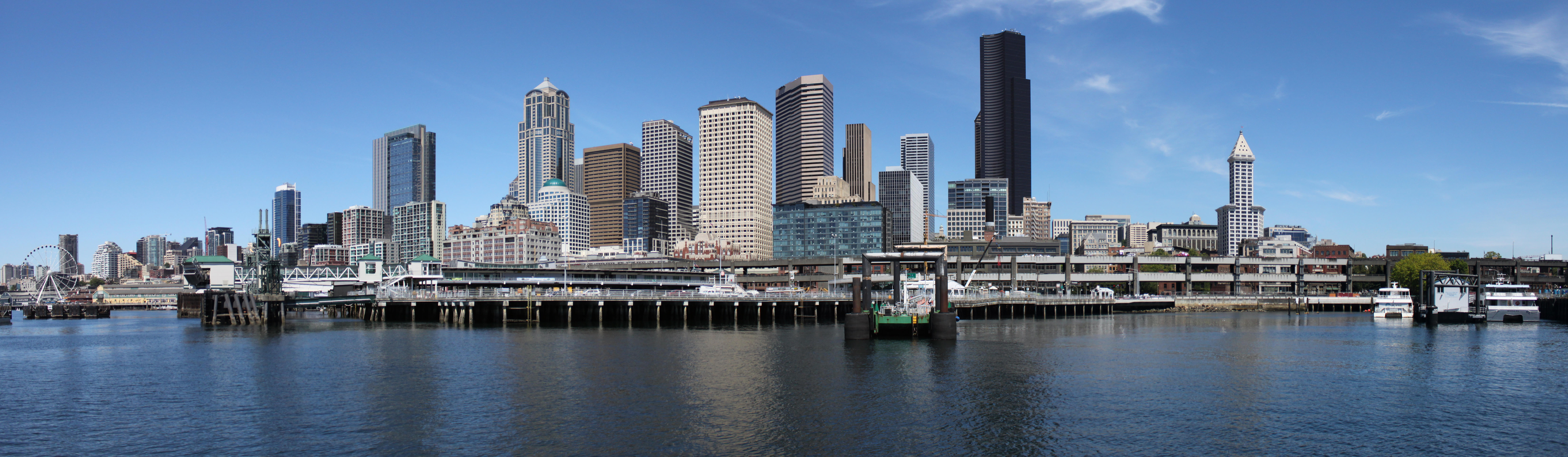
Orizzonte di Seattle del centro dal bacino di Colman sulla baia di Elliott, 2015

Seattle, Washington, la città più popolosa della regione nord-occidentale del Pacifico del Nord America, ha 116 grattacieli completati alti oltre 73 metri, di cui 42 sono più alti di 120 metri.
L'edificio più alto di Seattle è il Columbia Center  di 76 piani, alto 286 metri, completato nel 1985. Attualmente è il 29 ° edificio più alto degli Stati Uniti e l'edificio più alto nello stato di Washington. Il secondo grattacielo più alto della città e dello stato è la 1201 Third Avenue, alto 235 metri e completato nel 1988. I 20 edifici più alti di Washington si trovano tutti a Seattle.

## Edifici completati più alti

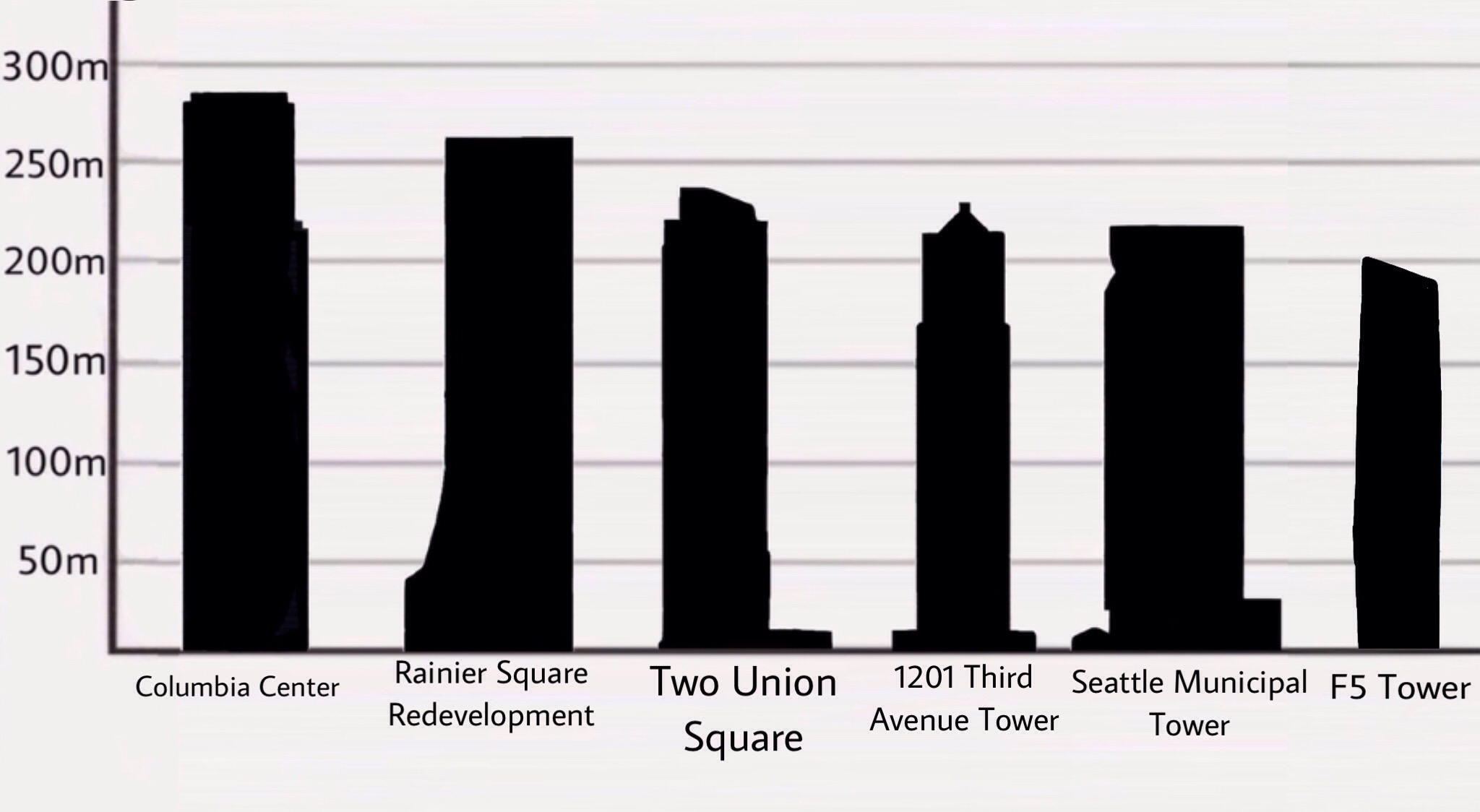
Confronto dei 6 grattacieli più alti di Seattle

Questa lista comprende edifici a partire da 400 piedi (120 metri) di altezza.
| Posizione | Nome                              | Immagine  | Altezza piedi (metri) | Piani | Anno completamento           | Coordinate                   | Note |
| --------- | --------------------------------- | --------- | --------------------- | ----- | ---------------------------- | ---------------------------- | --- |
| 1         | Columbia Center                   |           | 937 (286)             | 76    | 1985                         | 47°36′16.31″N 122°19′50.48″W | - 29º edificio più alto degli Stati Uniti - Edificio più alto della città dal 1985                      |
| 2         | 1201 Third Avenue                 |           | 772 (235)             | 55    | 1988                         | 47°36′25.92″N 122°20′09.96″W | - 74º edificio più alto degli Stati Ubiti                                                               |
| 3         | Two Union Square                  |           | 740 (226)             | 56    | 1989                         | 47°36′37.38″N 122°19′55.33″W | - 102º edificio più alto degli Stati Uniti                                                              |
| 4         | Seattle Municipal Tower           |           | 722 (220)             | 57    | 1990                         | 47°36′18.36″N 122°19′47.28″W | - 120º edificio più alto degli Stati Uniti                                                              |
| 5         | F5 Tower                          |           | 660 (201)             | 43    | 2017                         | 47°36′19″N 122°19′52″W       | - Edificio più alto di Seattle costruito negli anni 2010                                                |
| 6         | Safeco Plaza                      |           | 630 (192)             | 50    | 1969                         | 47°36′21.96″N 122°20′02.76″W | - Originariamente conosciuto come Seattle-First National Bank Building                                  |
| 7         | U.S. Bank Centre                  |           | 606 (185)             | 44    | 1989                         | 47°36′38.16″N 122°20′04.2″W  | |
| —         | Space Needle                      |           | 605 (184)             | 5     | 1962                         | 47°37′13.44″N 122°20′56.76″W | - Quarta torre di osservazione più alta degli Stati Uniti                                               |
| 8         | Russell Investments Center        |           | 598 (182)             | 42    | 2006                         | 47°36′26.32″N 122°20′13.59″W | - Edificio più alto di Seattle costruito negli anni 2000                                                |
| 9         | Wells Fargo Center                |           | 573 (175)             | 47    | 1983                         | 47°36′18″N 122°20′02.76″W    | |
| 10        | 800 Fifth Avenue                  |           | 543 (166)             | 42    | 1981                         | 47°36′20.88″N 122°19′48.72″W | - Conosciuto anche come Bank of America.                                                                |
| 11        | 901 Fifth Avenue                  |           | 536 (163)             | 41    | 1973                         | 47°36′20.99″N 122°19′55.2″W  | - Edificio più alto di Seattle costruito negli anni '70                                                 |
| 12        | Madison Centre                    |           | 530 (162)             | 36    | 2017                         | 47°36′23.29″N 122°19′52.61″W | |
| 13        | Doppler                           |           | 524 (160)             | 37    | 2015                         | 47°36′54.52″N 122°20′18.88″W | - Also known as Amazon Tower I                                                                          |
| 14        | Day 1                             |           | 521 (159)             | 37    | 2016                         | 47°36′57.13″N 122°20′23.46″W | - Also known as Amazon Tower II                                                                         |
| 15        | re:Invent                         |           | 520 (158)             | 37    | 2019                         | 47°36′59″N 122°20′20″W       | - Also known as Amazon Tower III                                                                        |
| 16        | Rainier Tower                     |           | 514 (157)             | 31    | 1977                         | 47°36′32.47″N 122°20′02.58″W | |
| 17        | Fourth and Madison Building       |           | 512 (156)             | 40    | 2002                         | 47°36′19.79″N 122°19′58.91″W | |
| 18        | 1918 Eighth Avenue                |           | 500 (152)             | 36    | 2009                         | 47°36′56.52″N 122°20′09.96″W | |
| 18        | Hyatt Regency Seattle             |           | 500 (152)             | 45    | 2018                         | 47°36′54″N 122°20′04.92″W    | - Hotel più alto                                                                                        |
| 20        | 1600 Seventh Avenue               |           | 498 (152)             | 33    | 1976                         | 47°36′47.52″N 122°20′03.84″W | |
| 21        | 1000 Second Avenue                |           | 493 (150)             | 43    | 1987                         | 47°36′16.92″N 122°20′07.8″W  | |
| 22        | Henry M. Jackson Federal Building |           | 487 (148)             | 37    | 1974                         | 47°36′15.84″N 122°20′07.44″W | |
| 23        | Smith Tower                       |           | 462 (141)             | 42    | 1914                         | 47°36′07.53″N 122°19′54.49″W | - Edificio più alto di Seattle costruito negli anni '10 - Edificio più alto di Seattle dal 1914 al 1969 |
| 24        | One Union Square                  |           | 456 (139)             | 36    | 1981                         | 47°36′34.89″N 122°19′55.52″W | |
| 25        | Olive 8                           |           | 455 (139)             | 39    | 2009                         | 47°36′48.96″N 122°20′02.76″W | |
| 26        | 1111 Third Avenue                 |           | 454 (138)             | 34    | 1980                         | 47°36′24″N 122°20′06″W       | |
| 27        | Westin Seattle North Tower        |           | 449 (137)             | 47    | 1982                         | 47°36′49.5″N 122°20′19.52″W  | |
| 28        | McKenzie Apartments               |           | 446 (136)             | 39    | 2018                         | 47°37′03.68″N 122°20′21.5″W  | |
| 29        | Fifteen Twenty-One Second Avenue  |           | 440 (134)             | 38    | 2008                         | 47°36′33.48″N 122°20′22.2″W  | |
| 29        | Premiere on Pine                  |           | 440 (134)             | 42    | 2014                         | 47°36′47.53″N 122°19′55.91″W | |
| 29        | Cirrus                            |           | 440 (134)             | 41    | 2015                         | 47°36′59.46″N 122°20′14.64″W | |
| 29        | Insignia South Tower              |           | 440 (134)             | 41    | 2015                         | 47°36′59.5″N 122°20′35.53″W  | |
| 29        | Insignia North Tower              | 440 (134) | 41                    | 2016  | 47°37′01.29″N 122°20′37.36″W |                              | |
| 29        | Kinects                           |           | 440 (134)             | 40    | 2017                         | 47°37′01.39″N 122°19′53.44″W | |
| 29        | Helios                            |           | 440 (134)             | 40    | 2017                         | 47°36′38.38″N 122°20′22.95″W | |
| 29        | AMLI Arc                          |           | 440 (134)             | 36    | 2017                         | 47°36′59.55″N 122°19′53.28″W | |
| 29        | Stratus                           |           | 440 (134)             | 41    | 2018                         | 47°37′01.55″N 122°20′15.22″W | |
| 29        | Arrivé                            |           | 440 (134)             | 41    | 2019                         | 47°36′51.91″N 122°20′30.24″W | |
| 39        | West Edge Tower                   |           | 435 (133)             | 35    | 2018                         | 47°36′32.82″N 122°20′18.04″W | |
| 39        | Kiara                             |           | 435 (133)             | 40    | 2018                         | 47°37′08.85″N 122°20′15.38″W | |
| 41        | Westin Building                   |           | 409 (125)             | 34    | 1981                         | 47°36′51.48″N 122°20′18.6″W  | |
| 42        | Aspira                            |           | 400 (122)             | 37    | 2009                         | 47°36′57.77″N 122°20′00.5″W  | |